# Kitorhinus prolixus
Kitorhinus prolixus är en skalbaggsart som först beskrevs av Henry Clinton Fall 1926.  Kitorhinus prolixus ingår i släktet Kitorhinus och familjen bladbaggar. Inga underarter finns listade i Catalogue of Life.